# Седемдесетоъгълник
Седемдесетоъгълникът (също и хептаконтагон, от старогръцки: ἑβδομήκοντα) е многоъгълник със 70 страни и ъгли. Сборът на всички вътрешни ъгли е 12240° (68π). Има 2345 диагонала.

## Правилен седемдесетоъгълник
При правилния седемдесетоъгълник всички страни и ъгли са равни. Вътрешният ъгъл е 174 6⁄7° или приблизително 174,85714°, а външният и централният – 5 1⁄7° или приблизително 5,14286°.

### Формули
{\displaystyle A={\frac {35}{2}}t^{2}\cot {\frac {\pi }{70}}}
{\displaystyle r={\frac {1}{2}}t\cot {\frac {\pi }{70}}}
{\displaystyle R={\frac {1}{2}}t\csc {\frac {\pi }{70}}}

### Построение
Тъй като 70 = 2 × 5 × 7, a 7 не е просто число на Ферма, правилен седемдесетоъгълник не може да бъде построен с линийка и пергел.

### Дисекция
|  |  |  |  |